# 工人真理
工人真理（羅馬化：Rabochaya Pravda）是苏俄的一个左翼共产主义反对派团体，成立于1921年。该团体出版一份同名报纸《工人真理》，首次发行于1921年9月。
该团体认为苏俄经济已经转变为一种资本主义形式，技术管理者和组织者与新经济政策下出现的私人企业家成为新的统治阶级，俄国共产党（布尔什维克）则成为该统治阶级的代表，不再代表无产阶级。因此，尽管该团体继续在俄共（布）内部活动，但它认为有必要建立一个新的工人政党。
该团体的主要活动分子于1923年9月被捕，随后其活动基本上被压制。同年12月，该团体被俄共（布）开除。